# John H. G. Vehslage
John Herman George Vehslage (* 20. Dezember 1842 in New York City; † 21. Juli 1904 ebenda) war ein US-amerikanischer Politiker. Zwischen 1897 und 1899 vertrat er den Bundesstaat New York im US-Repräsentantenhaus.

## Werdegang
John Herman George Vehslage wurde ungefähr dreieinhalb Jahre vor dem Ausbruch des Mexikanisch-Amerikanischen Krieges in New York City geboren und wuchs dort auf. In dieser Zeit besuchte er öffentliche Schulen. Danach arbeitete er 
als Büroangestellter (clerk) in einem Lebensmittelgeschäft. Er ging auch Kohle- und Holzgeschäften nach.
Während des Bürgerkrieges verpflichtete er sich 1863 in der dritten Kavallerie der Nationalgarde von New York. Am 15. Februar 1864 beförderte ihn Gouverneur Horatio Seymour zum Captain. Er wurde dann zum Inspector of Rifle Practice ernannt – eine Stellung, die er bis 1880 innehatte, als das Regiment von Gouverneur Alonzo B. Cornell aufgelöst wurde. Danach diente er bis zum 12. November 1883 als Supernumerary, als er durch Gouverneur Grover Cleveland ehrenhaft entlassen wurde.
Zwischen 1894 und 1896 saß er in der New York State Assembly. Politisch gehörte er der Demokratischen Partei an.
Bei den Kongresswahlen des Jahres 1896 für den 55. Kongress wurde Vehslage im siebten Wahlbezirk von New York in das US-Repräsentantenhaus in Washington, D.C. gewählt, wo er am 4. März 1897 die Nachfolge von Franklin Bartlett antrat. Im Jahr 1898 erlitt er bei seiner Wiedernominierung eine Niederlage und schied nach dem 3. März 1899 aus dem Kongress aus.
Er verstarb am 21. Juli 1904 in New York City und wurde dann auf dem Lutheran Cemetery in Brooklyn beigesetzt.